# Distretto di Tingo de Ponasa
Il distretto di Tingo de Ponasa è uno dei dieci distretti  della provincia di Picota, in Perù. Si trova nella regione di San Martín e si estende su una superficie di 340,01 chilometri quadrati.

Istituito il 22 novembre 1960, ha per capitale la città di Tingo de Ponasa; al censimento 2005 contava 4.153 abitanti.